# Roodkopsmelleken
Het roodkopsmelleken (Falco chicquera) is een roofvogel uit de familie der valken (Falconidae). In het Afrikaans heet de vogel Rooinekvalk.

## Kenmerken

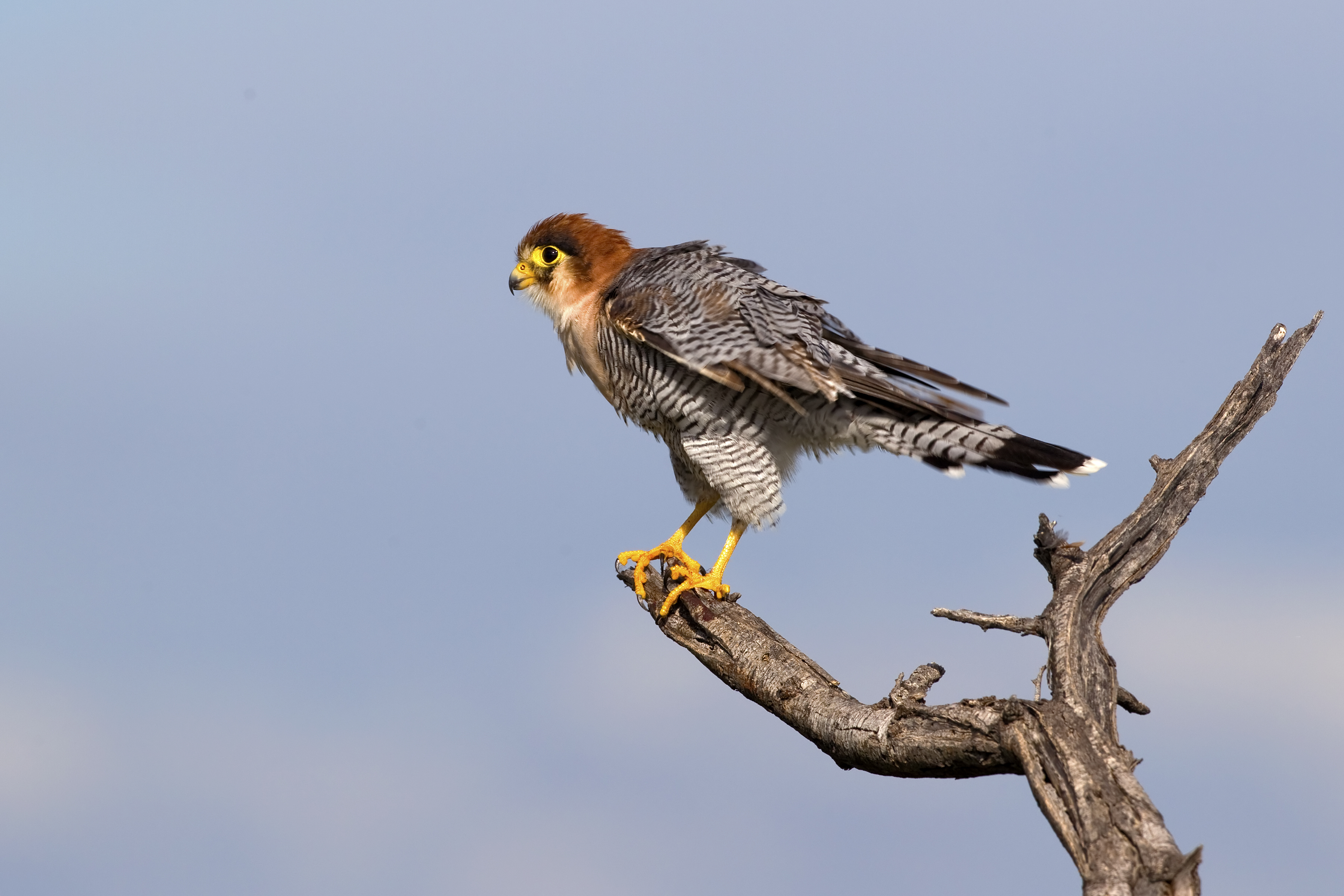
Roodkopsmelleken (F. c. horsbrughiin) in het Nationaal park Etosha (Namibië).

De vogel is 28 tot 36 cm lang, vrouwtjes zijn groter dan mannetjes. Mannetjes wegen tussen de 139 en 178 g, vrouwtjes tussen de 190 en 305 g. De spanwijdte ligt tussen de 55 en 70 cm. Het is een tengere valk, met relatief korte, puntige vleugels en een lange afgeronde staart. de staart is grijs met zwart gebandeerd. Het staarteinde is zwart met een smalle helderwitte rand. Opvallend verder zijn de gele poten en de gele ring rond het donkerbruine oog.,

## Leefwijze
Deze valk jaagt vooral op kleine vogels die in vlucht worden overmeesterd, soms na een lange achtervolging.

## Verspreiding en leefgebied
Er zijn drie ondersoorten:
- F. c. chicquera: van ZO-Iran tot India en Bangladesh.
- F. c. ruficollis: van Senegal en Gambia tot in W-Ethiopië en zuidelijk tot NO-Zimbabwe en Mozambique.
- F. c. horsbrughi: Namibië, Botswana, W-Zimbabwe en Zuid-Afrika.

In Azië komt de valk vooral voor in gebieden met stukje bos, afgewisseld met open terrein. In India wordt het roodkopsmelleken soms aangetroffen in dichtbevolkt gebied. In Afrika mijdt de vogel cultuurland en is daar vooral te vinden in gebieden met palmbonen zoals de Palmyra palm, verder in savannelandschappen met hoog gras of anderszins droge gebieden zoals duinen en kustgebieden. De nabijheid van holtes en waterlopen is wel vereist.

## Status
De grootte van de populatie wordt geschat op enkele tienduizenden individuen. Er is aanleiding te veronderstellen dat de soort snel in aantal achteruit gaat. Daarom staat het roodkopsmelleken als gevoelig op de Rode Lijst van de IUCN.